# لورينزو إيبيسيليو
لورينزو إيبيسيليو (بالهولندية: Lorenzo Ebecilio)‏ (24 سبتمبر 1991 هورن هولندا - ) هو لاعب كرة قدم هولندي، يلعب كمهاجم.

## وصلات خارجية
لورينزو إيبيسيليو على موقع الاتحاد الأوربي (الإنجليزية)
- لورينزو إيبيسيليو على موقع اتحاد أوكرانيا (الإنجليزية)
- لورينزو إيبيسيليو على موقع رابطة كرة القدم اليابانية للمحترفين (اليابانية)
- لورينزو إيبيسيليو على موقع إي إس بي إن إف سي (الإنجليزية)
- لورينزو إيبيسيليو على موقع قاعدة بيانات كرة القدم.إي يو (الإنجليزية)
- لورينزو إيبيسيليو على موقع Soccerbase.com (لاعب) (الإنجليزية)
- لورينزو إيبيسيليو على موقع Soccerway.com (الإنجليزية)
- لورينزو إيبيسيليو على موقع عالم كرة القدم.نت (الإنجليزية)
- لورينزو إيبيسيليو على موقع AS.com (الإسبانية)